# Mecicobothrium thorelli
Mecicobothrium thorelli är en spindelart som beskrevs av Holmberg 1882. Mecicobothrium thorelli ingår i släktet Mecicobothrium och familjen Mecicobothriidae. Inga underarter finns listade i Catalogue of Life.